# Martina Donatsch
Martina Donatsch (* 17. Januar 1971) ist eine ehemalige Schweizer Squashspielerin.

## Karriere
Martina Donatsch war vor allem in den 1990er-Jahren als Squashspielerin aktiv. Mit der Schweizer Nationalmannschaft nahm sie 1990 an der Weltmeisterschaft teil und belegte mit ihr den zwölften Platz. Im selben Jahr wurde sie mit der Nationalmannschaft bei den Europameisterschaften Siebte. 1990 stand sie außerdem im Einzel im Hauptfeld der Weltmeisterschaft. Sie erreichte die zweite Runde, in der sie gegen Lucy Soutter ausschied. Von 1990 und 1995 wurde sie sechsmal in Folge Schweizer Meisterin.
Ihr Bruder Reto Donatsch war ebenfalls Squashspieler.

## Erfolge
- Schweizer Meisterin: 6 Titel (1990–1995)